# عماد الشمري
عبد الرحمن عزيز الشمري الملقب بالاخطبوط هو حارس مرمى. لعب سابقاً لأندية السد والشمال وأم صلال ومسيمير.